# École nationale supérieure des beaux-arts

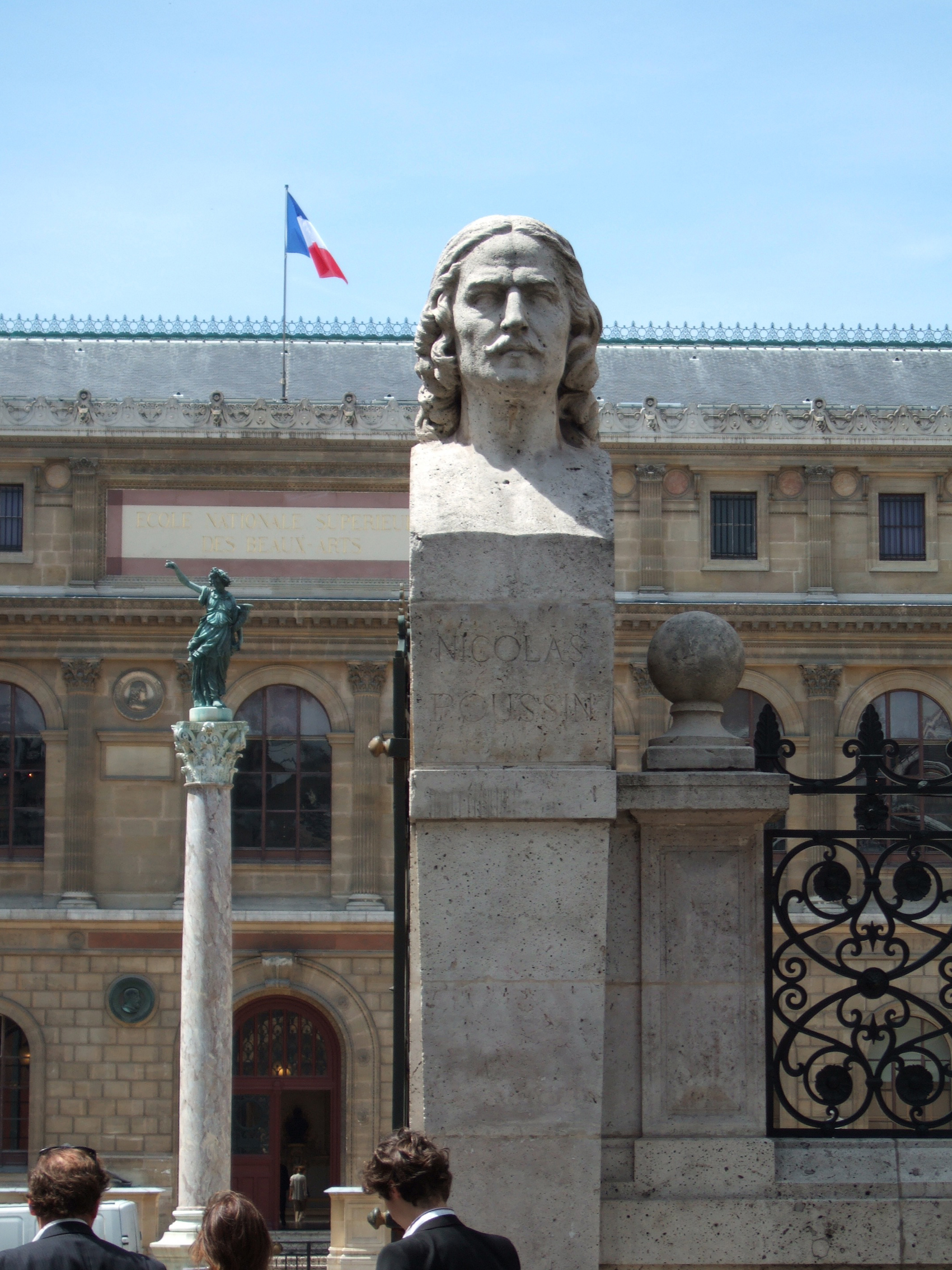
Ingang van de Ensba met een buste van Nicolas Poussin

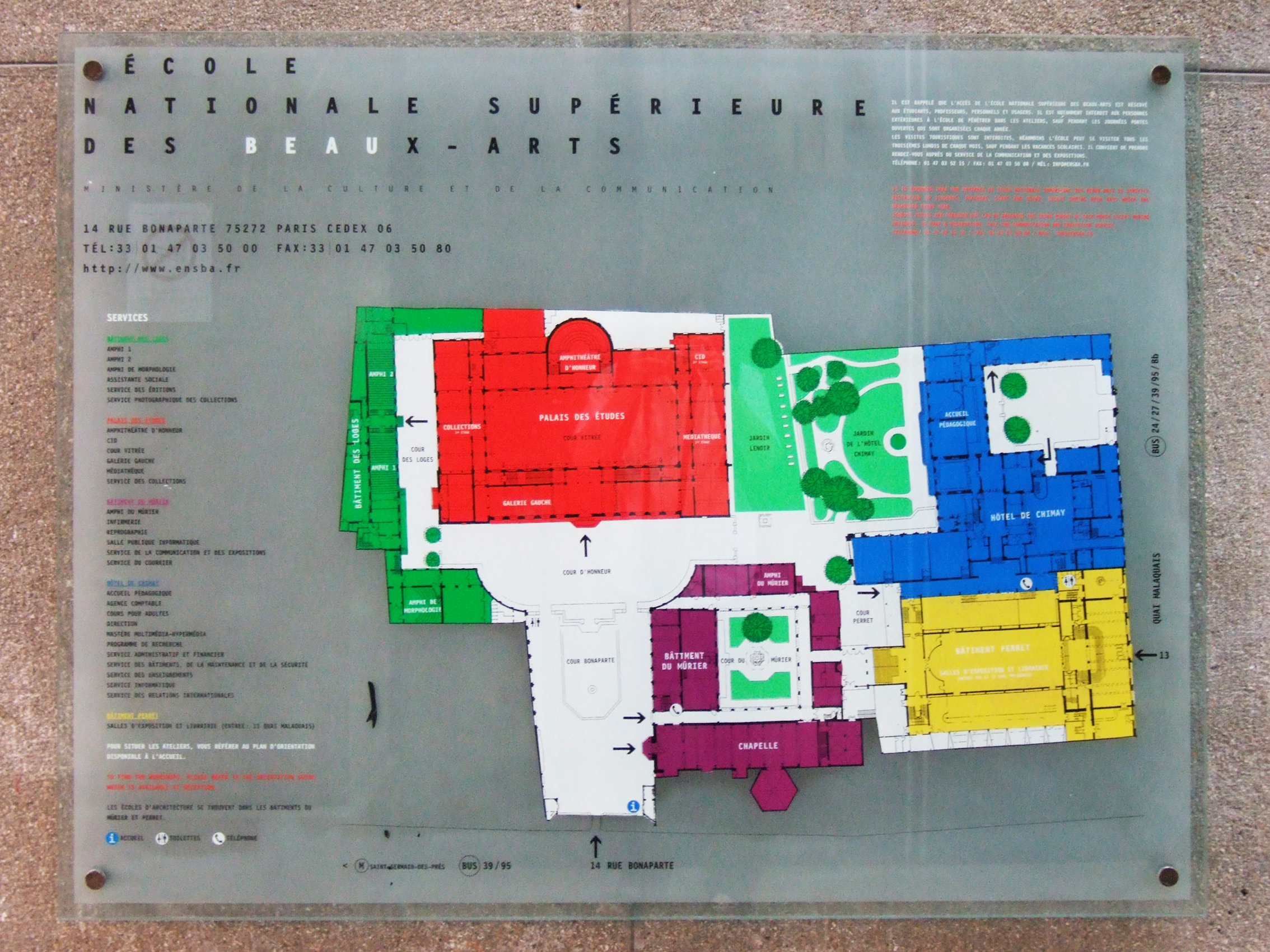
Plattegrond van het complex

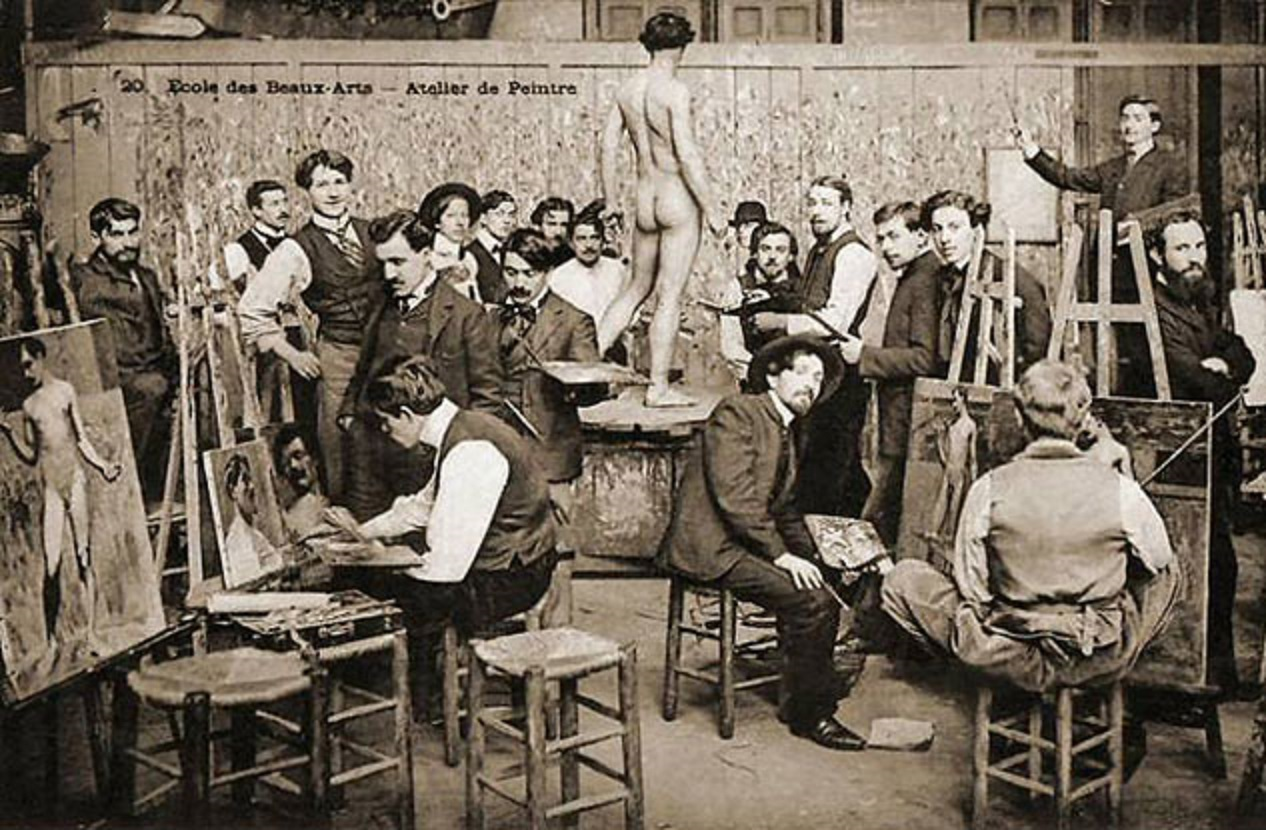
Studenten aan de Ensba oefenen met een naaktmodel, eind 19e eeuw

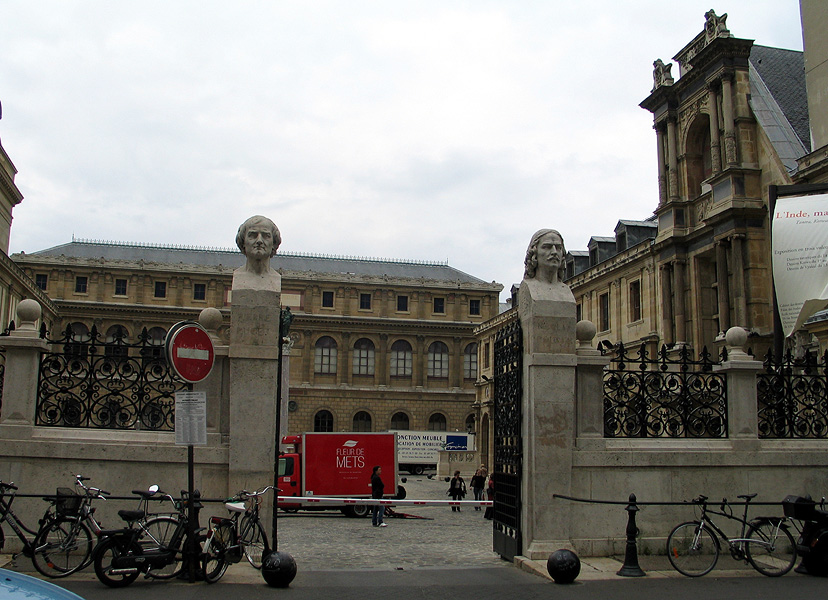
Ensba, Parijs, ingang aan de rue Bonaparte.

De École nationale supérieure des beaux-arts (afgekort Ensba), beter bekend als de Beaux-Arts de Paris is een in Parijs gelegen universitaire opleiding in de beeldende kunst. Het is de eerste en bekendste van de Franse Écoles des Beaux-Arts.

## Geschiedenis en organisatie
De school vindt zijn oorsprong in enerzijds de Académie de peinture et de sculpture, die in 1648 werd opgericht op initiatief van koning Lodewijk XIV, anderzijds in de École nationale de peinture et de sculpture en de École nationale d’architecture die bestonden vanaf 1793 tot aan 20 april 1797. Sinds 1797 is de school verscheidene keren van naam veranderd.
De Koninklijke academies moesten in 1793, tijdens de Franse Revolutie, onder druk van de antimonarchisten verdwijnen.
In 1795 werd het Institut de France opgericht, een cultuurpolitiek staatsorgaan, waaronder vijf belangrijke academies vallen, onder andere de Académie des Beaux-Arts. Het Institut verving de academies van het ancien régime.
In 1816 veranderde de naam en werd de opleiding samengevoegd met de Académie d'architecture. Vanaf 1795 tot aan 1852 viel de school onder het Franse ministerie van Binnenlandse Zaken. Van 1852 tot 1870 viel de school telkens onder een ander ministerie, van 1870 tot 1959 viel de École nationale supérieure des Beaux-Arts onder het Franse Ministerie van Openbaar Onderwijs. Sinds 1959 valt de school onder het Ministerie van Cultuur.
Vanaf 1795 tot 1863 stond de school onder toezicht van de Académie des Beaux-Arts en de docenten waren alle academici. De docenten kozen de directeur van de Académie en zijn secretaris. De studenten die slaagden voor hun examens mochten meedoen aan een speciale competitie, de Prix de Rome.
In 1863 werd middels een decreet de macht van het Institut de France over de school ingeperkt en werd het bestuur over de school veranderd. De docenten werden voortaan aangesteld door een onderwijsraad die bestond uit 10 leden en direct onder het gezag van de minister van cultuur stond.
Een nieuw decreet van 30 september 1883 zorgde ervoor dat de situatie min of meer terugkeerde naar die van 1863. Daarna was geen institutionele wijziging meer tot aan 1968.
Voor vrouwelijke kunstenaars was de École nationale supérieure des beaux-arts gesloten tot 1897. Er werden geen vrouwelijke kunstenaars tot de opleiding toegelaten. Aan het eind 19e eeuw werd hiertegen onder invloed van onder meer de vrouwelijke kunstenaars Hélène Bertaux en Virginie Demont-Breton geprotesteerd. Uiteindelijk leidde dit tot het openstellen van de opleidingen aan het École nationale supérieure des beaux-arts voor vrouwen in 1897. De Amerikaanse architect Julia Morgan was in 1898, de eerste vrouw die werd toegelaten tot het programma. Toen ze in 1896 aankwam in Parijs werd werd haar aanvankelijk de toegang geweigerd, omdat de Ecole nog nooit eerder een vrouw had toegelaten. Ze werd ze de eerste vrouw die een certificaat in architectuur ontving. Ze was de eerste vrouw die afstudeerde aan de École nationale supérieure des beaux-arts.
De afdeling architectuur van de school was in de 20e eeuw een van 's werelds toonaangevende opleidingen. De invloed van de school was zo groot dat er zelfs een stijl, de beaux-arts, uit voortkwam. Vooral in Verenigde Staten had deze stijl veel invloed.
In mei 1968 brak in Parijs een opstand uit tegen de conservatieve regering van Charles de Gaulle. De school vervulde een belangrijke rol in deze opstand. Docenten en studenten staakten en een aantal van hen droeg bij aan de opstand door het ontwerpen en drukken van posters en pamfletten. Op 16 mei besloten studenten en docenten de school permanent te bezetten om deze posters te kunnen drukken en vormden daartoe het Atelier Populaire.
Uit de revolutie kwam de Utopie-groep voort, die zich afzette tegen de bestaande architectuur en zich richtte op het ontwerpen van opblaasgebouwen en andere pneumatische objecten. Na 1968 splitste de Académie royale d'architecture zich af en vestigde zich op een andere locatie.

## Opleiding
De opleiding werd gestructureerd rondom een serie anonieme wedstrijden die uiteindelijk uitmondden in de belangrijkste competitie, die van de Grand Prix de Rome. De winnaar van deze prijs kreeg een beurs en mocht vijf jaar lang studeren aan de Villa Medici in Rome. Gedurende zijn verblijf in Rome moest de student telkens proeven van zijn werk ter beoordeling opsturen naar Frankrijk. De deelnemers aan de Prix de Rome moesten een thema uit de klassieke oudheid kiezen. De studenten bleven anoniem om discussie over favoritisme te vermijden.
Indien hij tot de Académie werd toegelaten, moest een nieuw lid een Proeve van Bekwaamheid laten zien, een schilderij of beeldhouwwerk dat zijn competenties, intelligentie, en vakmanschap moest aantonen. Zo was bijvoorbeeld in 1734 het schilderij l'Embarquement de Cythere  het morceau de reception van Antoine Watteau, waarmee hij tot de Academie werd toegelaten.

## Schoolgebouw
Het gebouw van de school beslaat twee hectare midden in de wijk Saint-Germain-des-Prés in Parijs. Het is gelegen tussen de rue Bonaparte en de quai Malaquais. De meeste gebouwen dateren uit de 17e, 18e en 19e eeuw. Enkele delen zijn in de 20e eeuw gebouwd. Het oudste gebouw is de kapel en de aangrenzende gebouwen daterend uit de eerste helft van de 17e eeuw en oorspronkelijk behorend tot het klooster van de Petits-Augustins. Aan de hoofdingang aan de rue Bonaparte 14 staan twee grote gebeeldhouwde hoofden van Pierre Paul Puget en Nicolas Poussin, van de hand van Michel-Louis Victor Mercier uit 1838.
De school is hier gevestigd vanaf 1816. De architect François Debret (1777-1850) bouwde in de 19e eeuw de Loges. Zijn leerling en schoonzoon Félix Duban (1797-1872) volgde hem op en bouwde vervolgens het Palais des études en twee expositiezalen, de Salle Melpomène en de Salle Foch die liggen aan de quai Malaquais.
Duban heeft de binnenplaatsen aan de rue Bonaparte, de kapel en het klooster verbouwd. Hij gebruikte daarbij oude en nieuwe architectuurelementen. Tot de meest opvallende van deze elementen behoren de delen die afkomstig zijn van de kastelen van Anet en van Gaillon.
In 1883 vond een laatste grote uitbreiding plaats door de aankoop van het hôtel de Chimay en de aangrenzende gebouwen, daterend uit de 17e en 18e eeuw. Deze bevinden zich aan de quai Malaquais, nummer 15 en 17.

## Beroemde docenten
| - Marina Abramović - Jean-Michel Alberola - Pierre Alechinsky - Louis-Jules André - Antoine Berjon - François Boisrond - Léon Bonnat - Christian Boltanski - Duchenne de Boulogne - Pierre Buraglio | - Jean-Marc Bustamante - Jean Brasilier - Alexandre Cabanel - Pierre Carron - Robert Chauvin - Jean-Francois Chevrier - César - Claude Closky - Leonardo Cremonini - Henri Cueco | - Richard Deacon - Jean-François Debord - Olivier Debré - Henri Deglane - Eugene Duquesne - Christian Fossier - Louis Girault - Julien Guadet - Fabrice Hybert - Joël Kermarrec - Jacques Labro | - Victor Laloux - Jean-Paul Laurens - Charles Le Brun - Charles Lemaresquier - Noël Lemaresquier - Lin Fengmian - Michel Marot - Annette Messager - Gustave Moreau - Jorge Mujica - Pan Yuliang | - Jean-Louis Pascal - Louis Pasteur - Marc Pataut - Auguste Perret - Abraham Pincas - Emmanuel Pontremoli - Paul Richer - Jean-Joseph Sue - Jean-Joseph Sue(zoon) - Jean-Luc Vilmouth - Othello Zavaroni |

## Bekende oud-leerlingen
- Jacques Barcat, schilder
- Dom Paul Bellot, architect
- Lucienne Bloch, kunstenares
- Bernard Buffet, schilder
- Gutzon Borglum, schilder en beeldhouwer
- Aimé-Jules Dalou, beeldhouwer
- Edgar Degas, schilder
- Eugène Delacroix, schilder
- Antonio de La Gandara, schilder
- Théodore Géricault, schilder
- Louis Girault, architect
- Hassan El Glaoui, schilder
- Richard Morris Hunt, architect
- Henri Matisse, schilder
- Yasuo Mizui, beeldhouwer
- Georges Seurat, schilder
- Bruno Stagno, architect
- Robert Stigell, beeldhouwer
- Leo Vandekerckhove, fotograaf

## Het Palais des Etudes

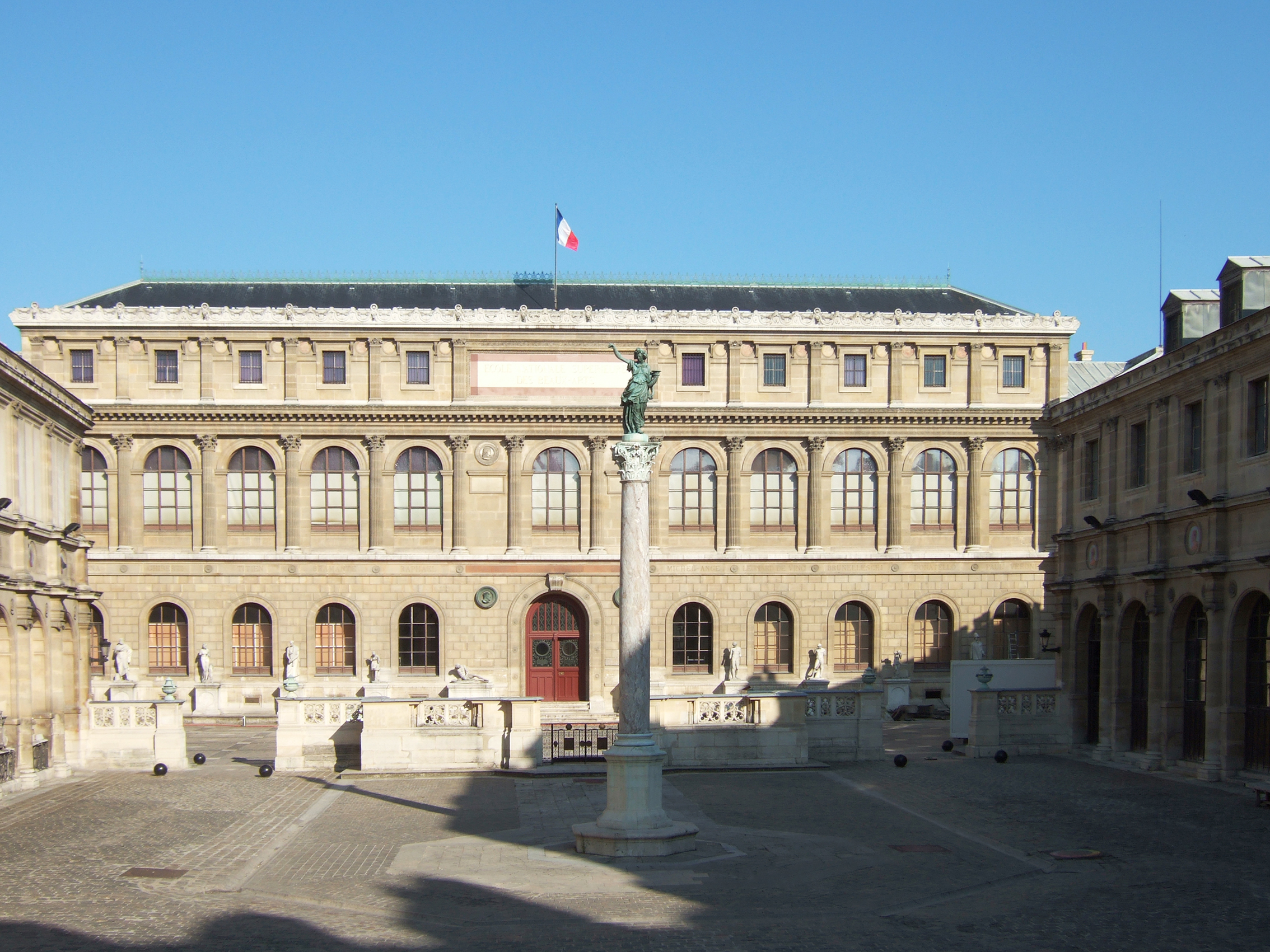
Het Palais in de zomer
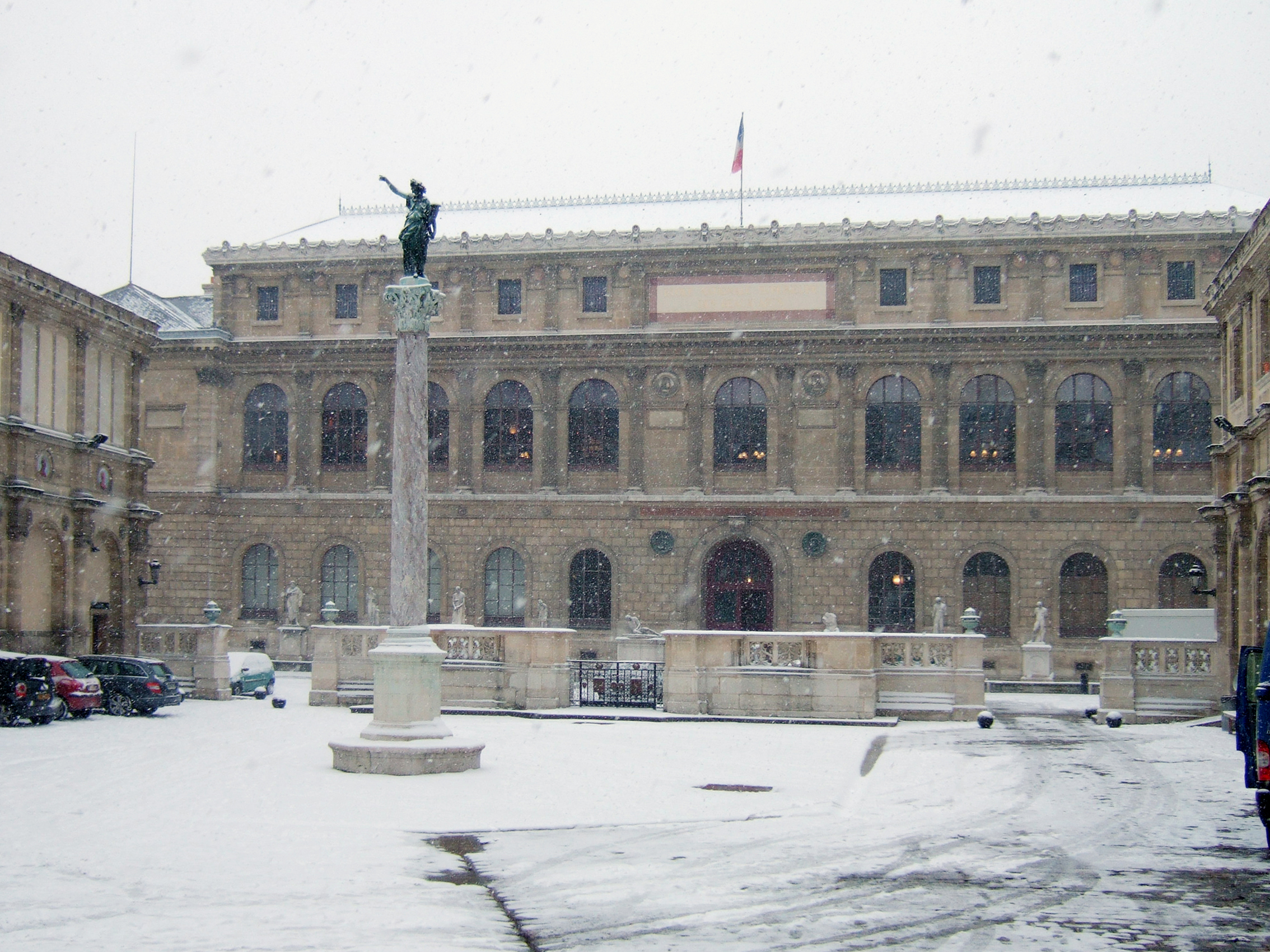
Het Palais in de winter
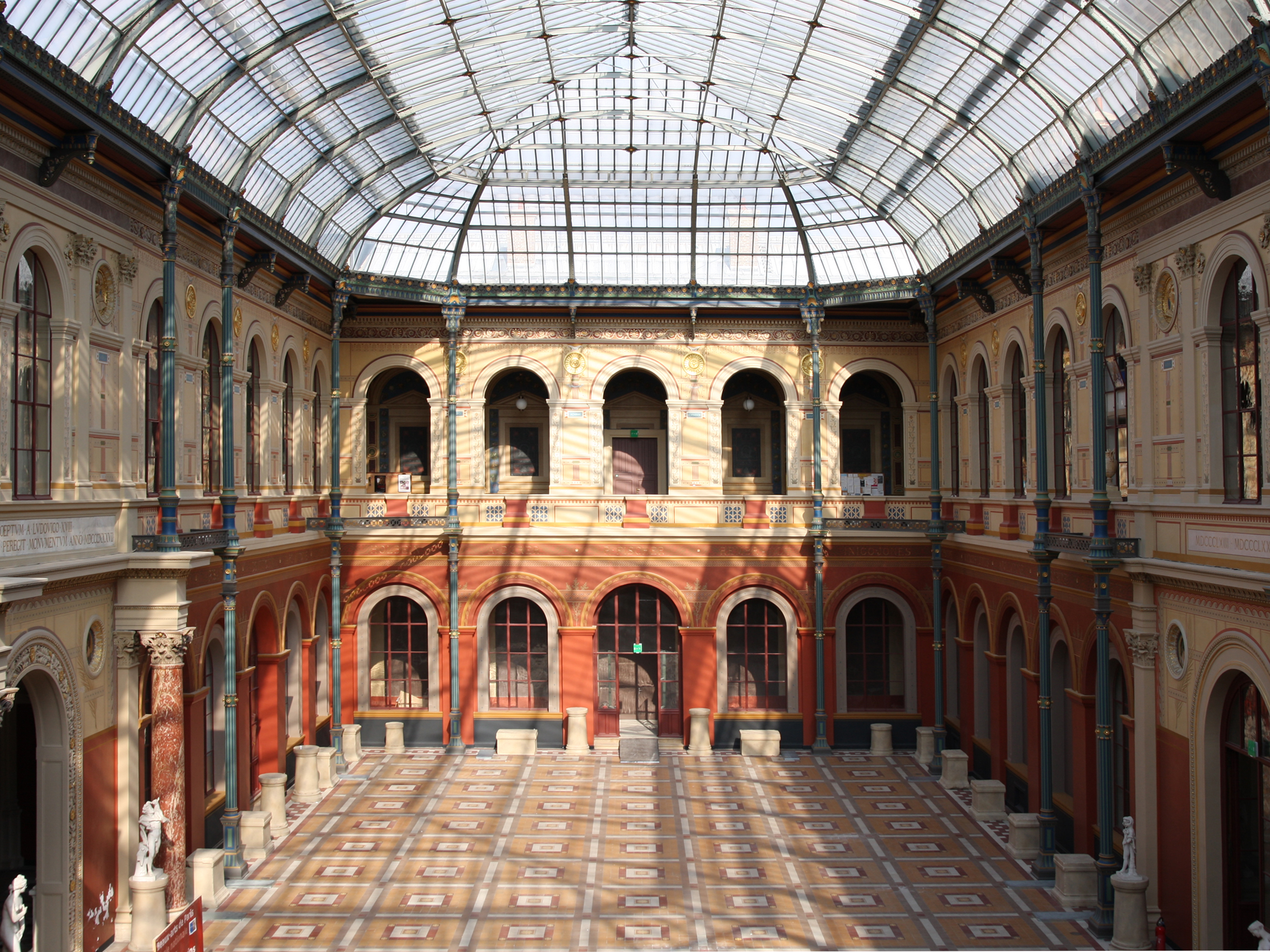
Het Palais, overdekte binnenplaats
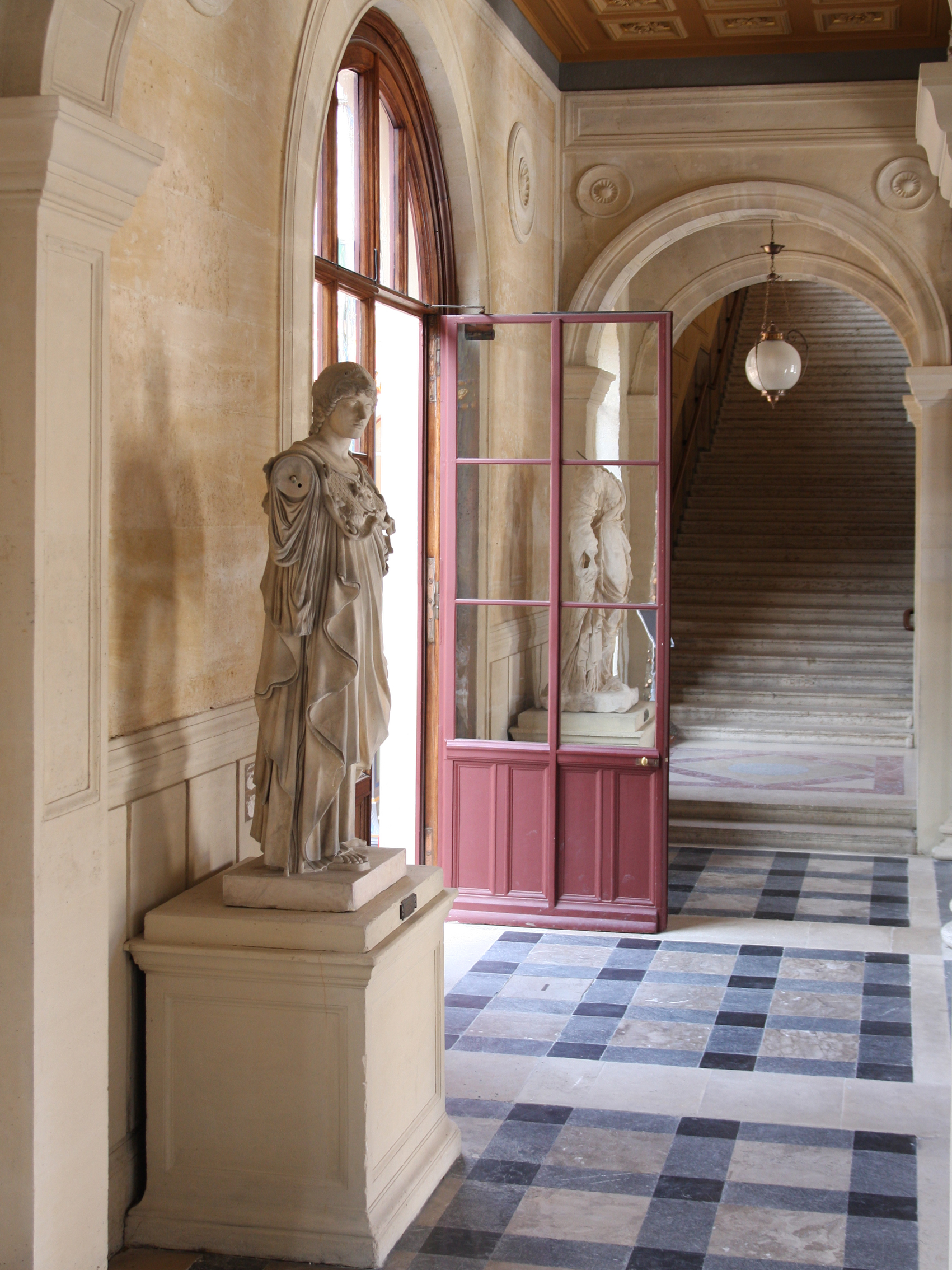
Tussen de linker en de rechter galerij
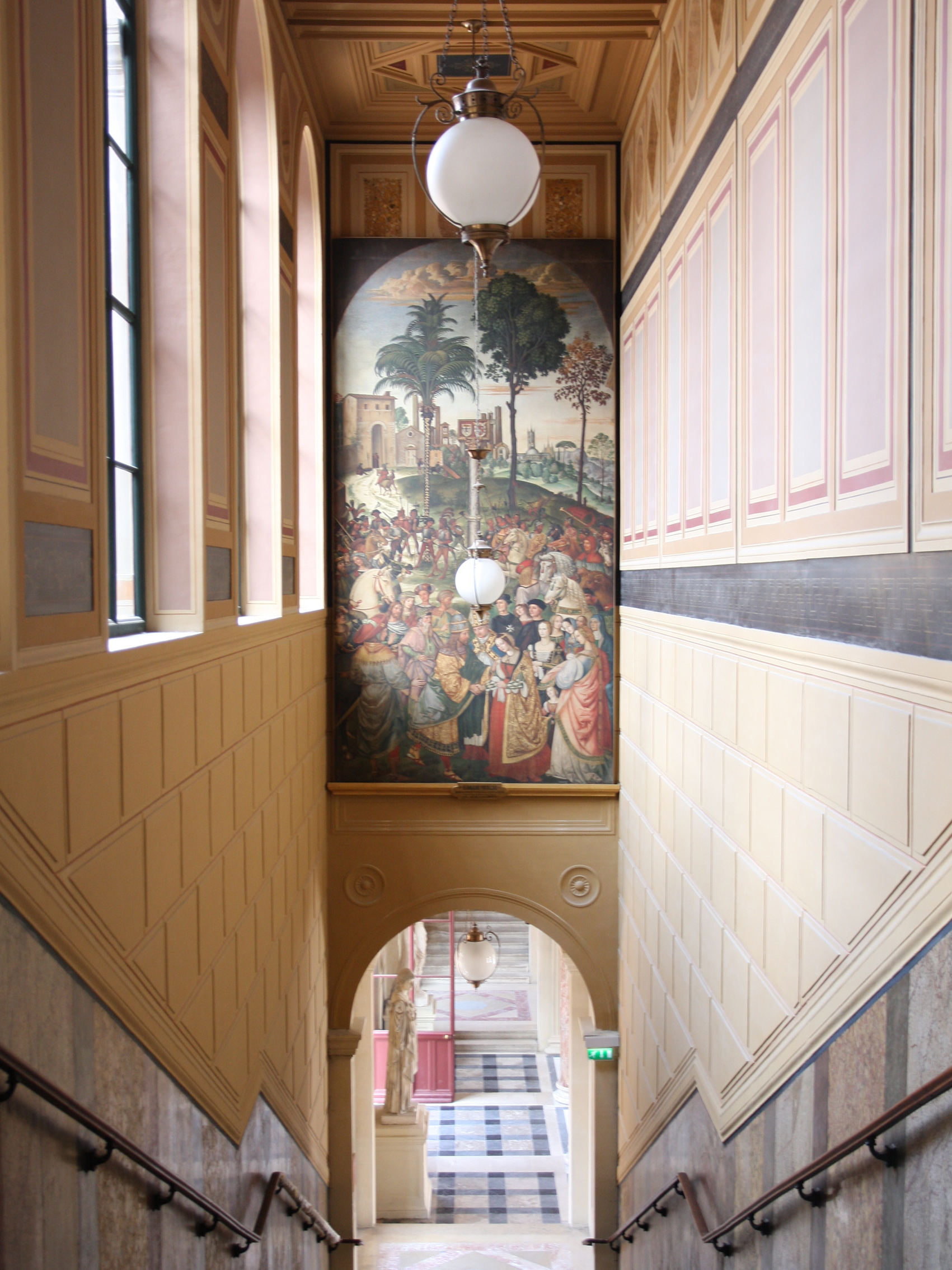
Het trappenhuis
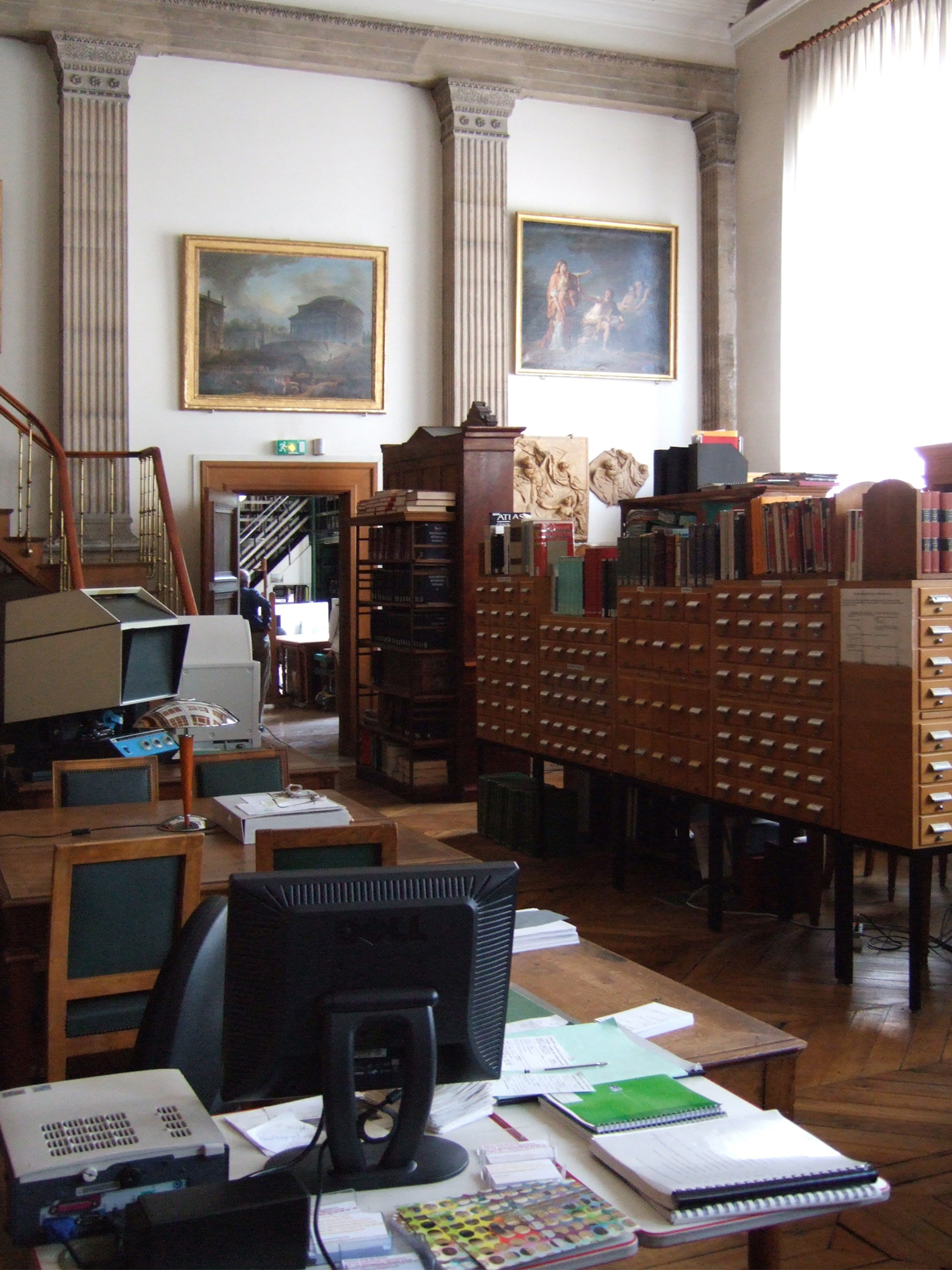
Het archief
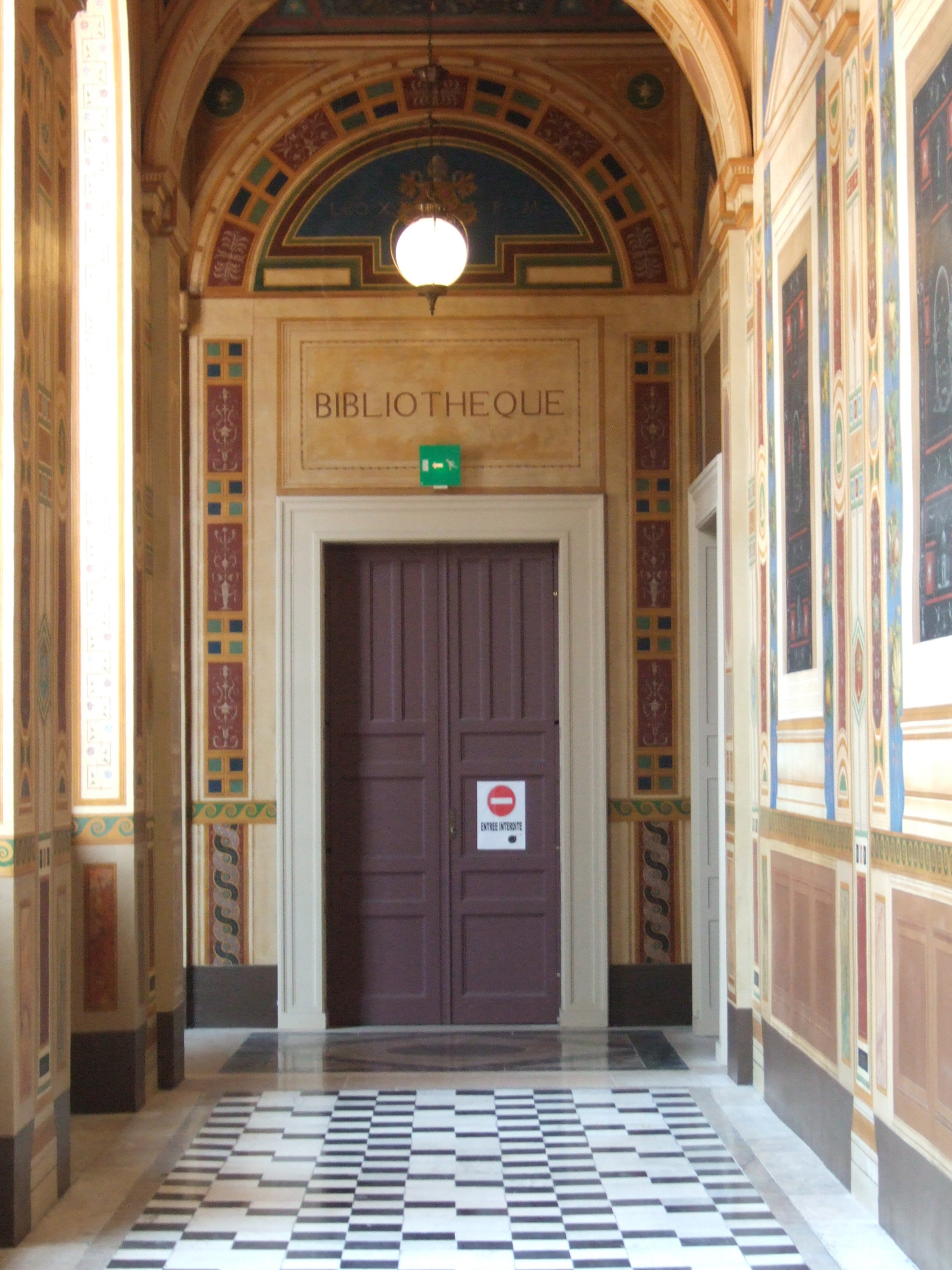
De bibliotheek

## De kapel

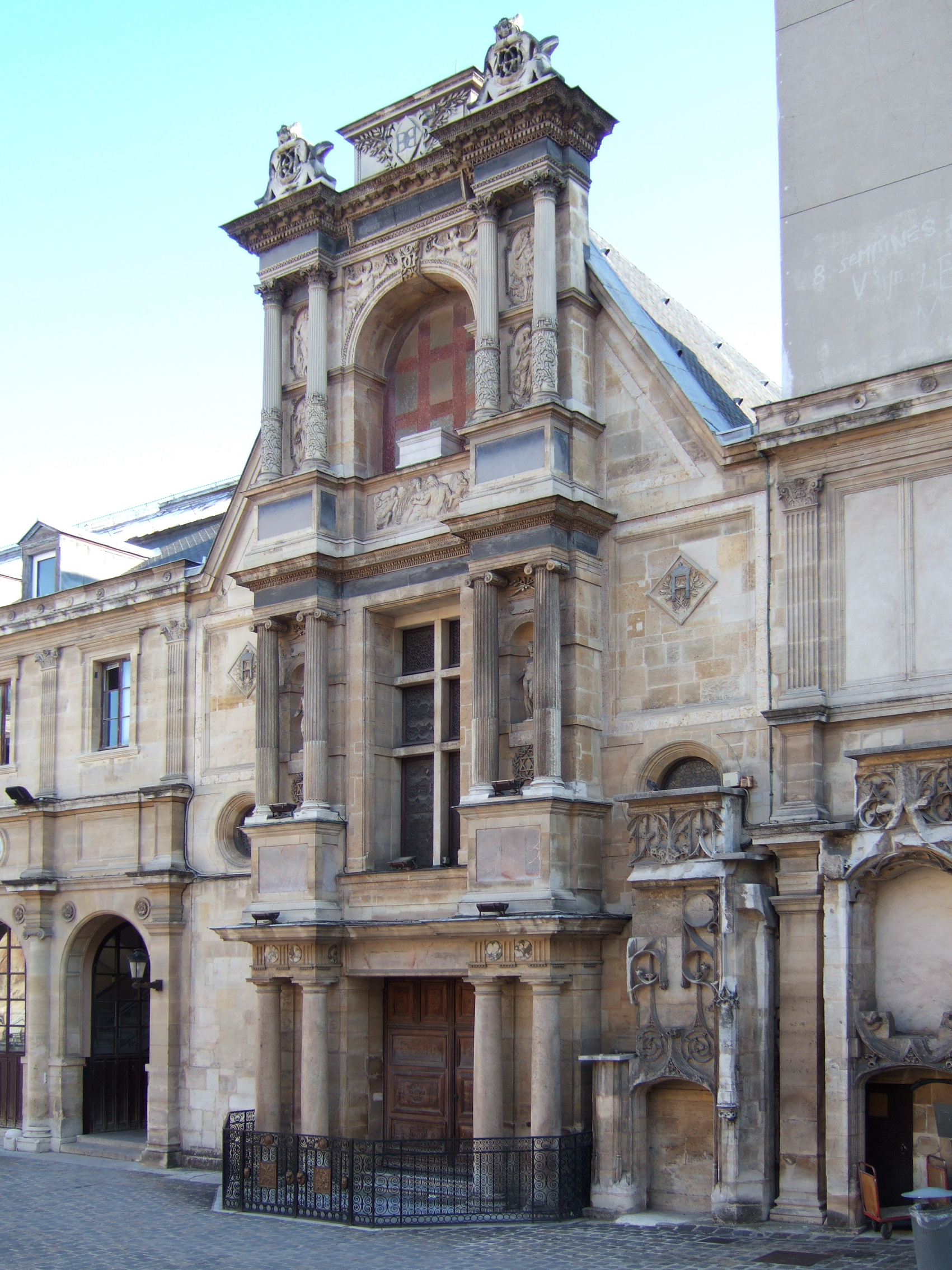
Exterieur van de kapel
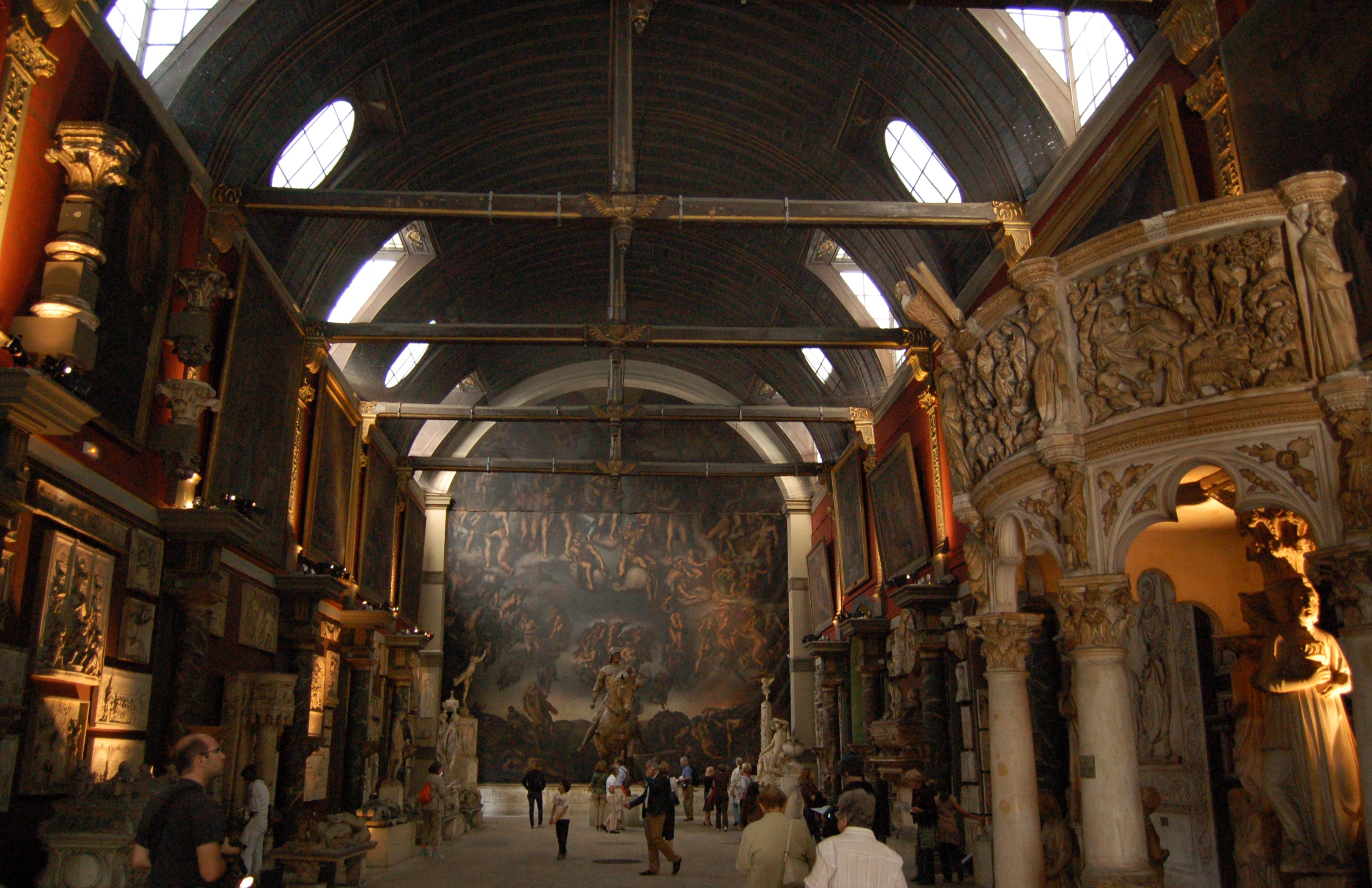
Interieur van de kapel
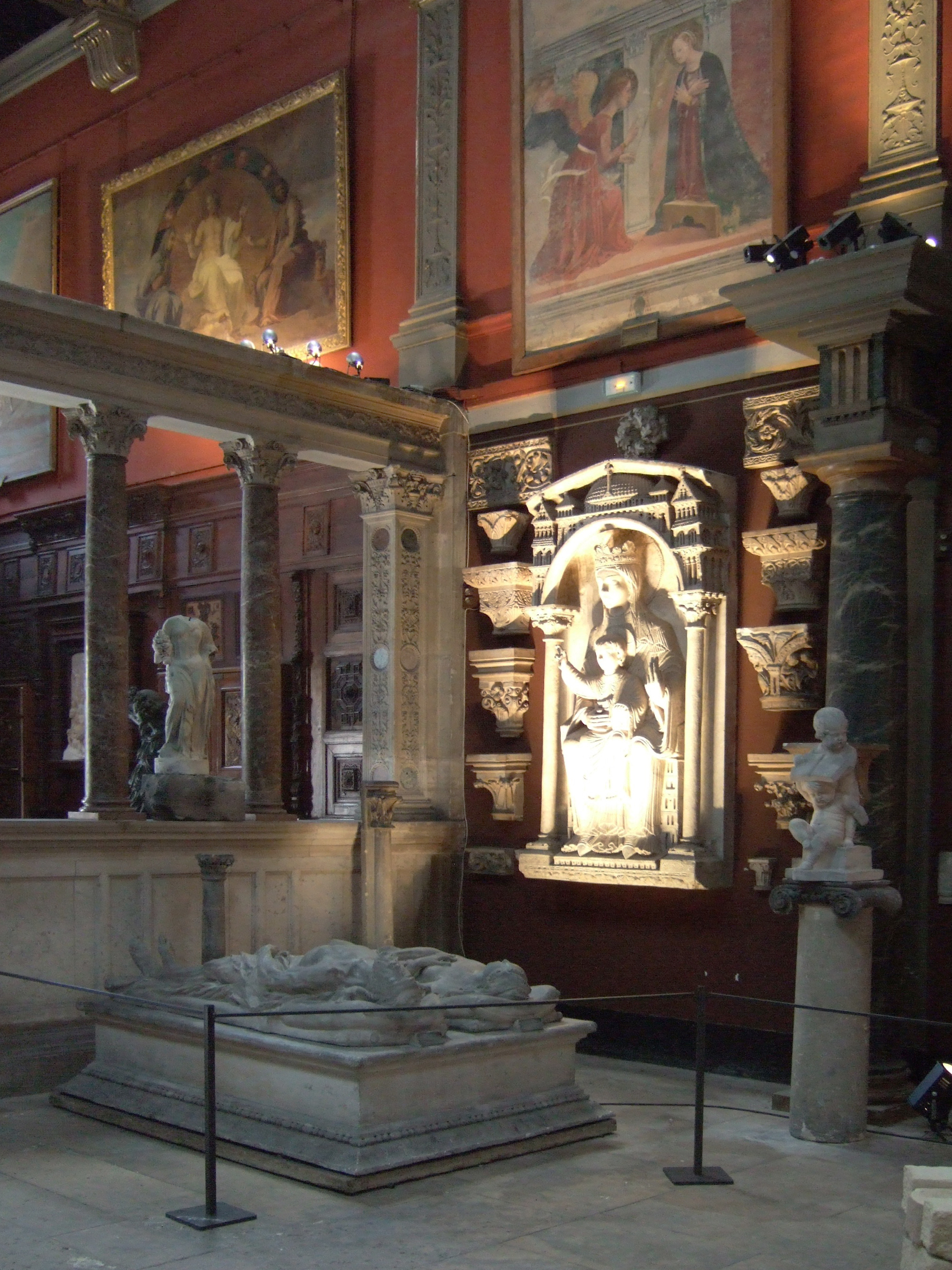
De kapel, detail
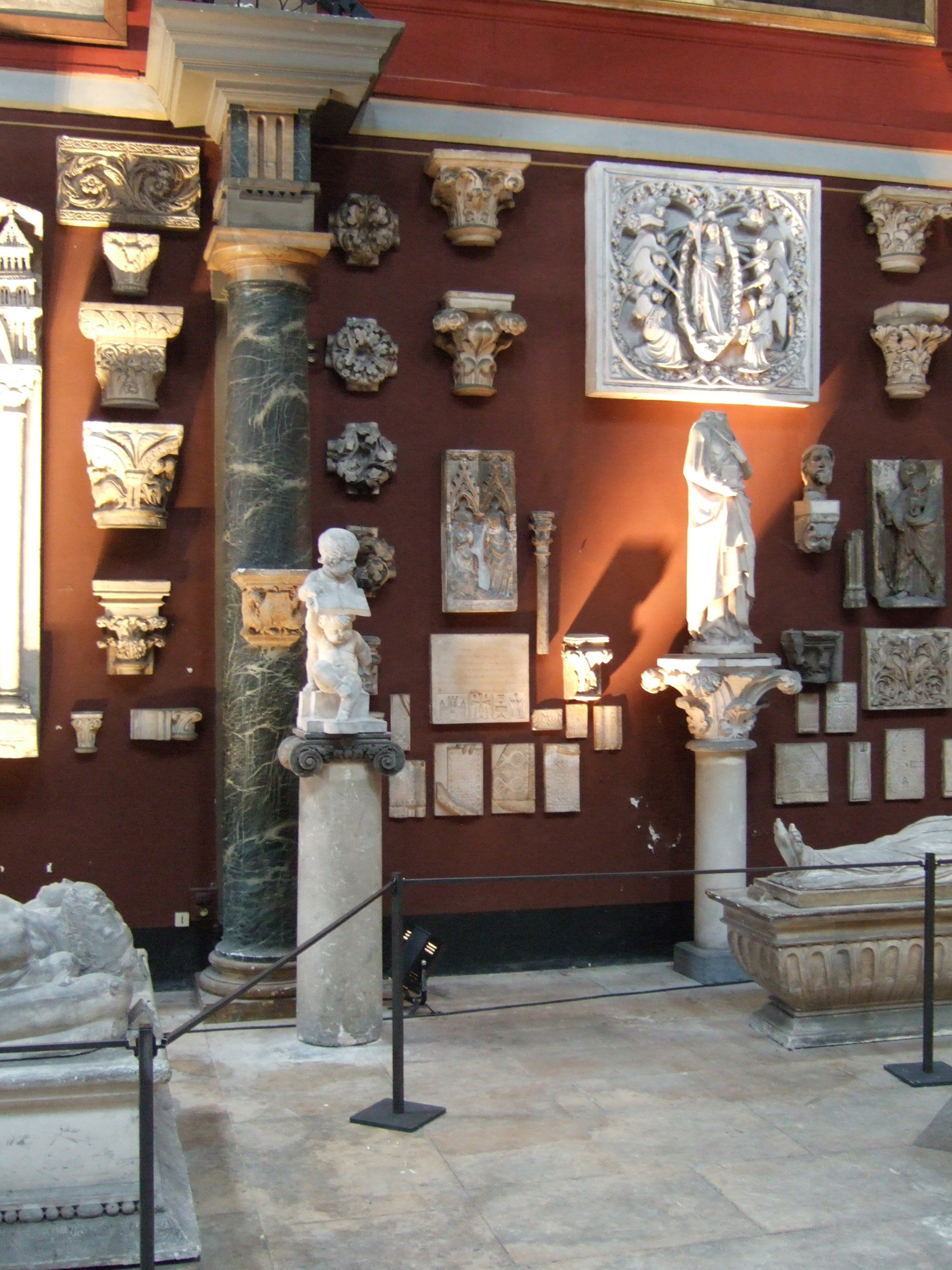
De kapel, detail

## De Cour du Mûrier

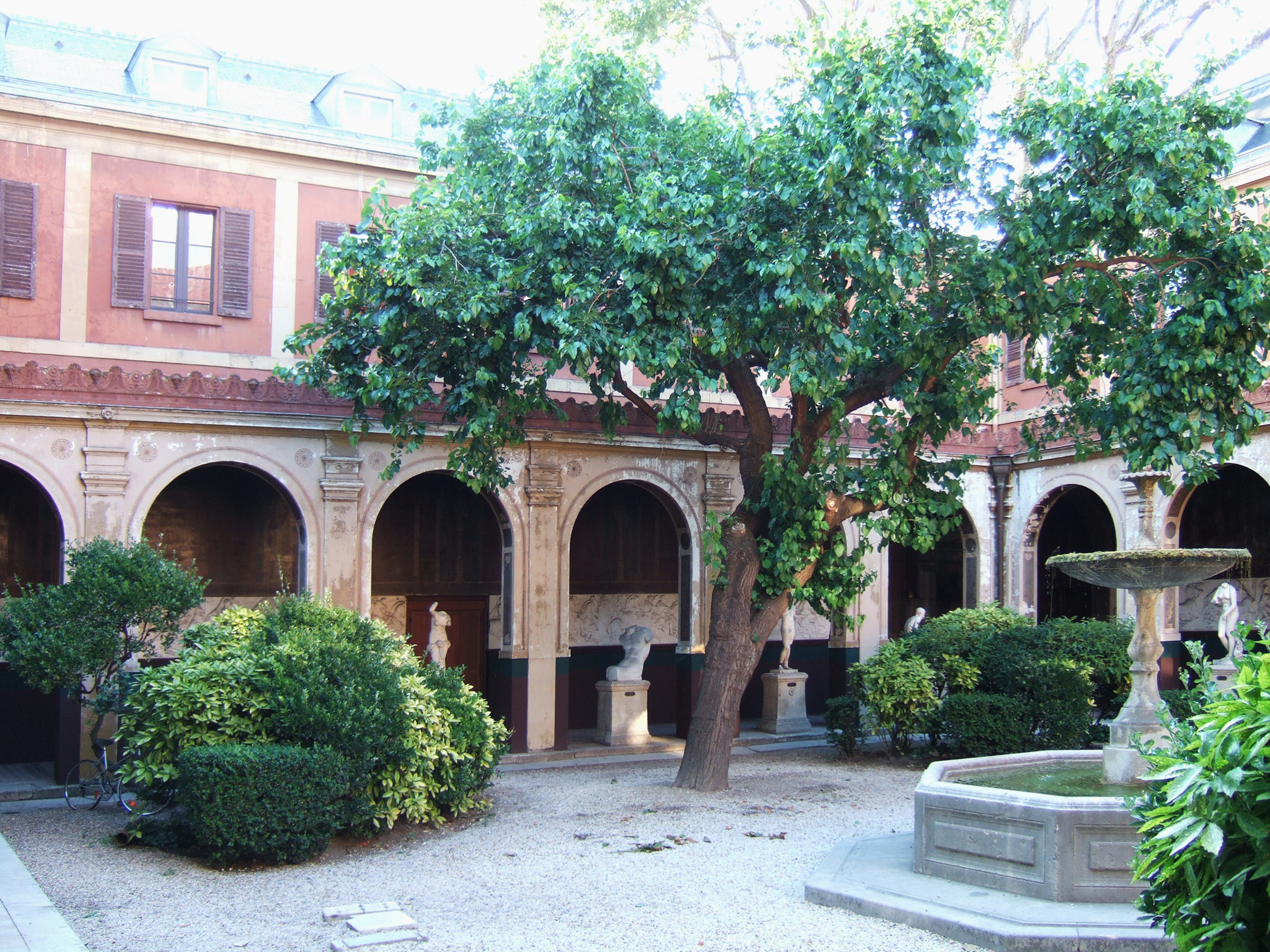
Cour du Mûrier
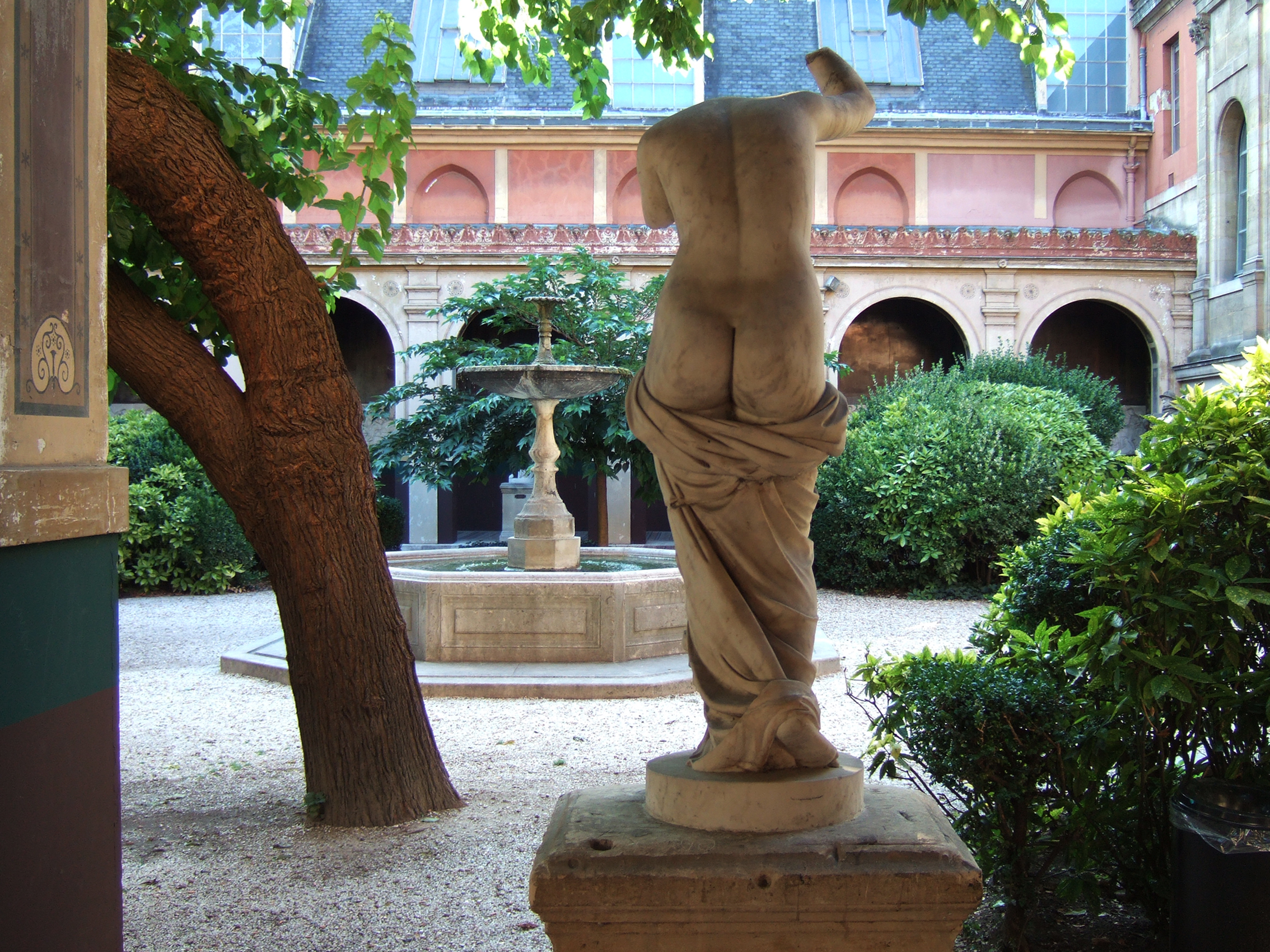
Cour du Mûrier
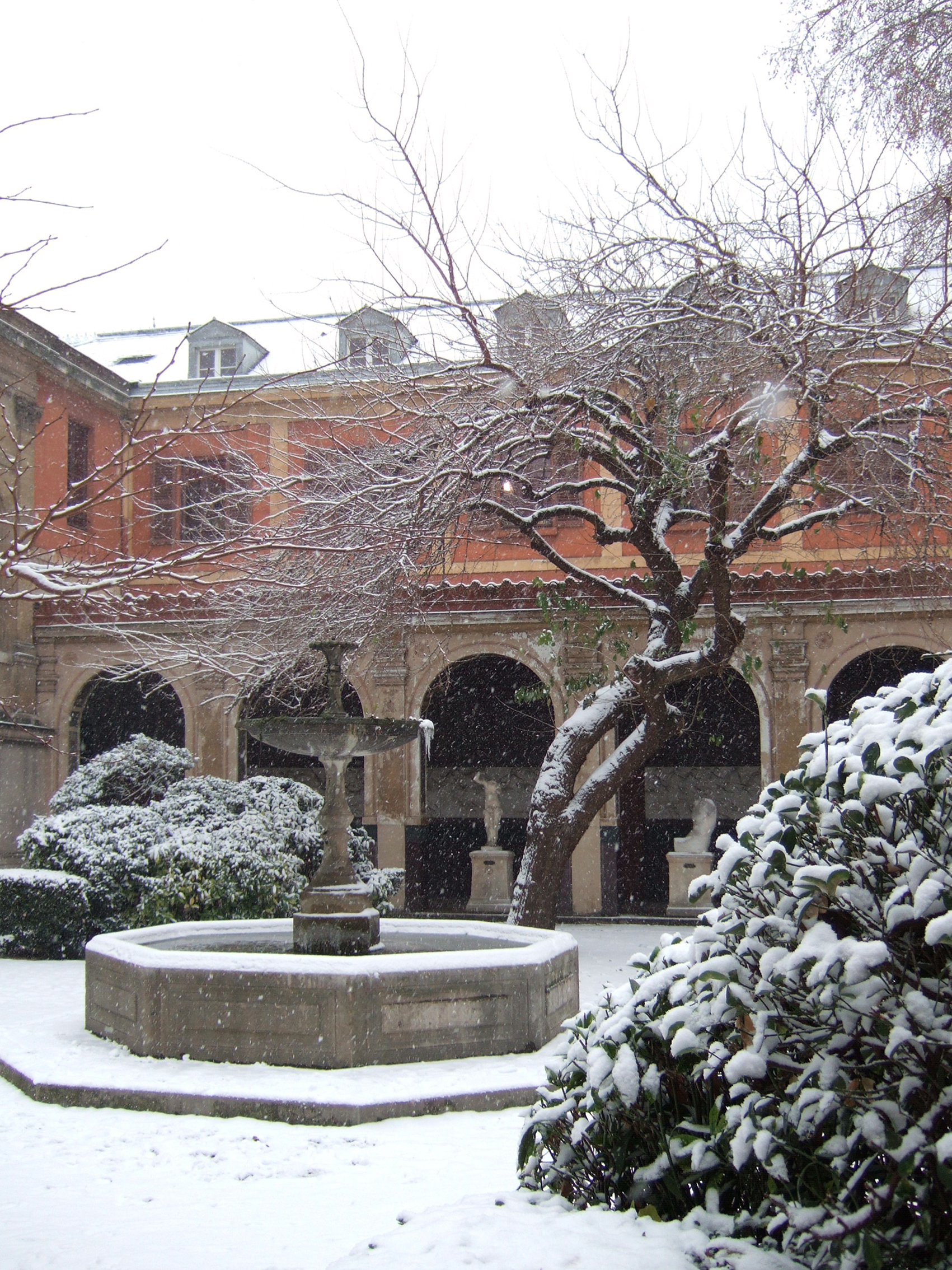
Cour du Mûrier
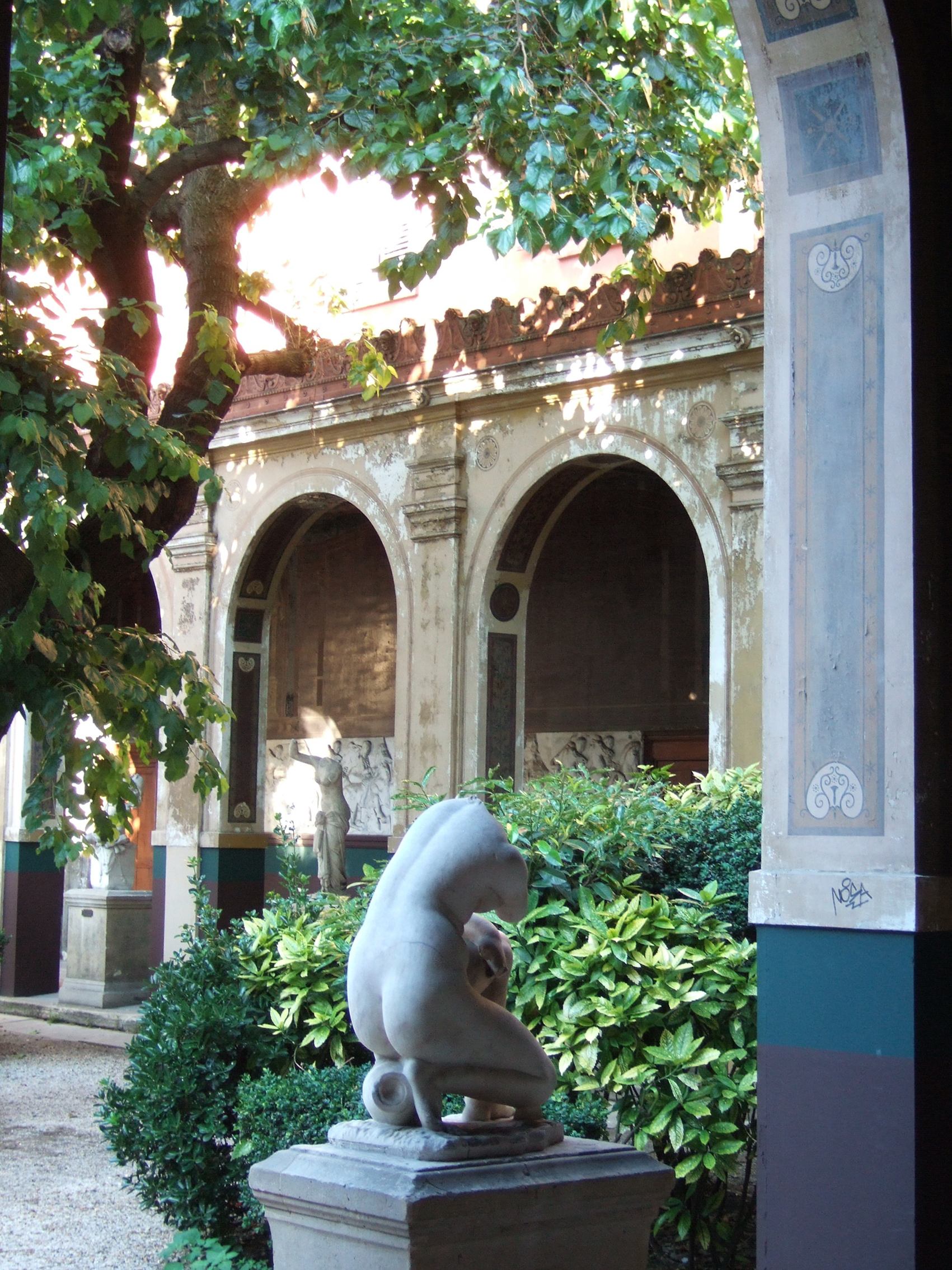
Cour du Mûrier
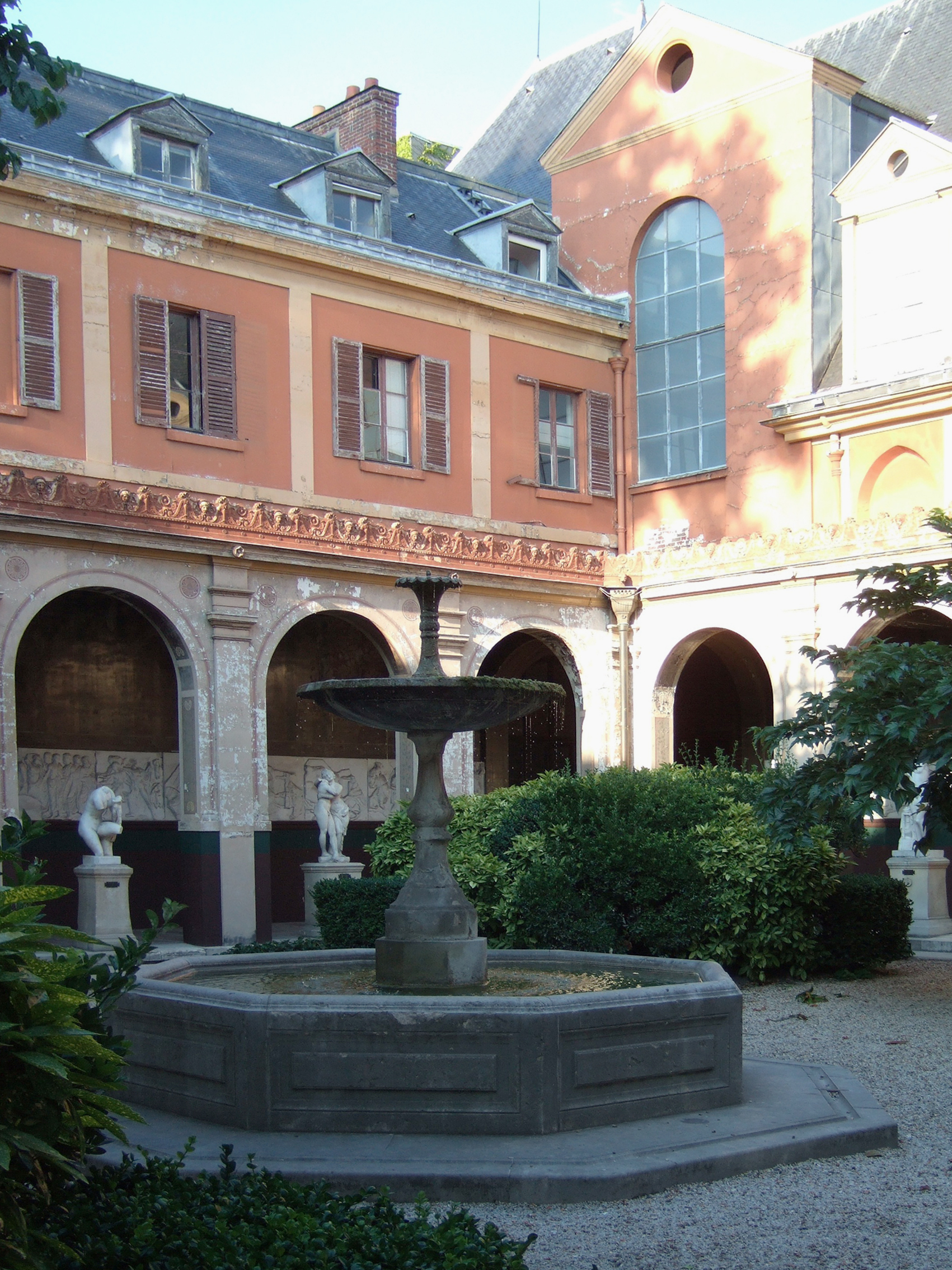
Cour du Mûrier
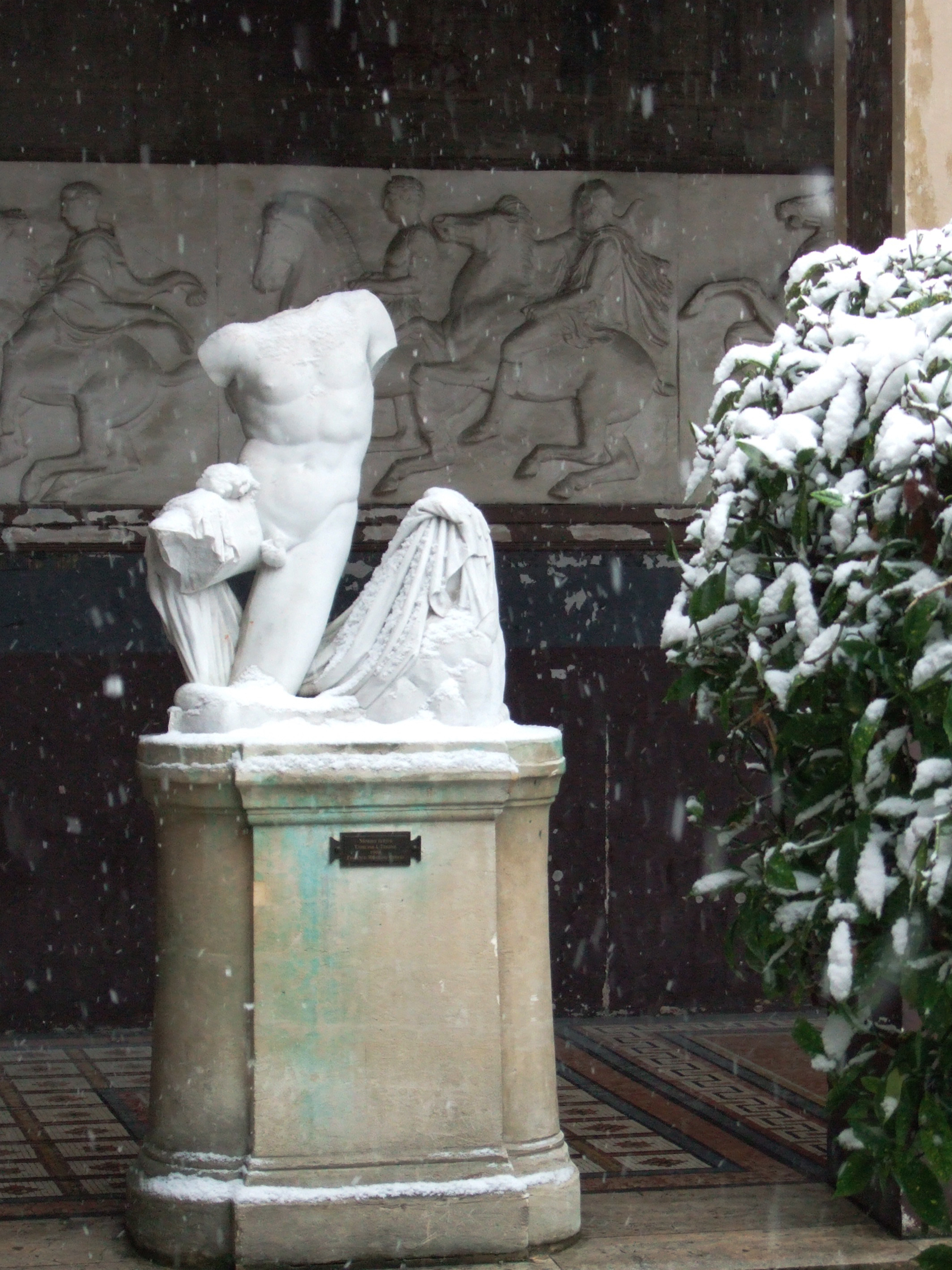
Cour du Mûrier, detail
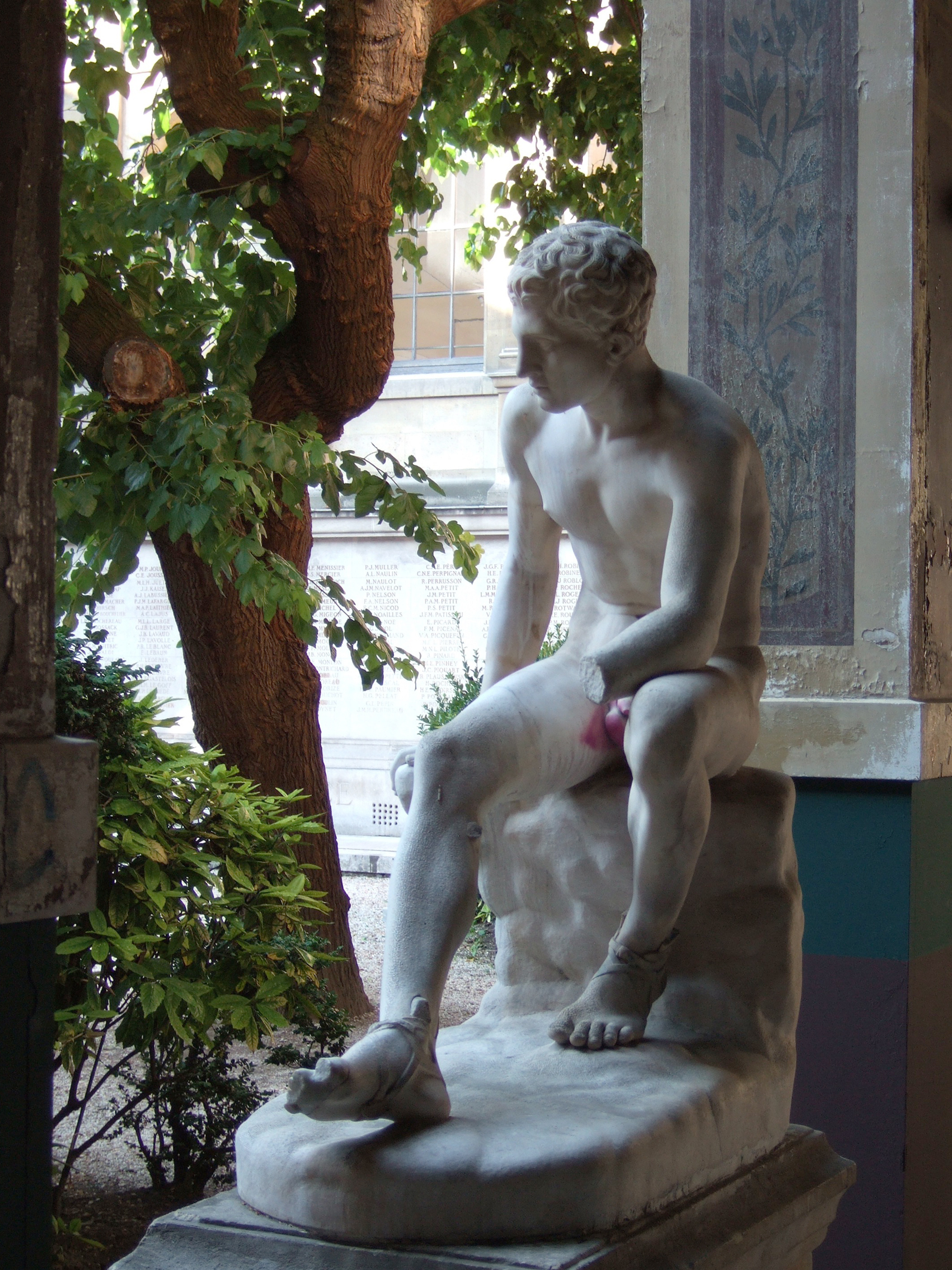
Cour du Mûrier, detail
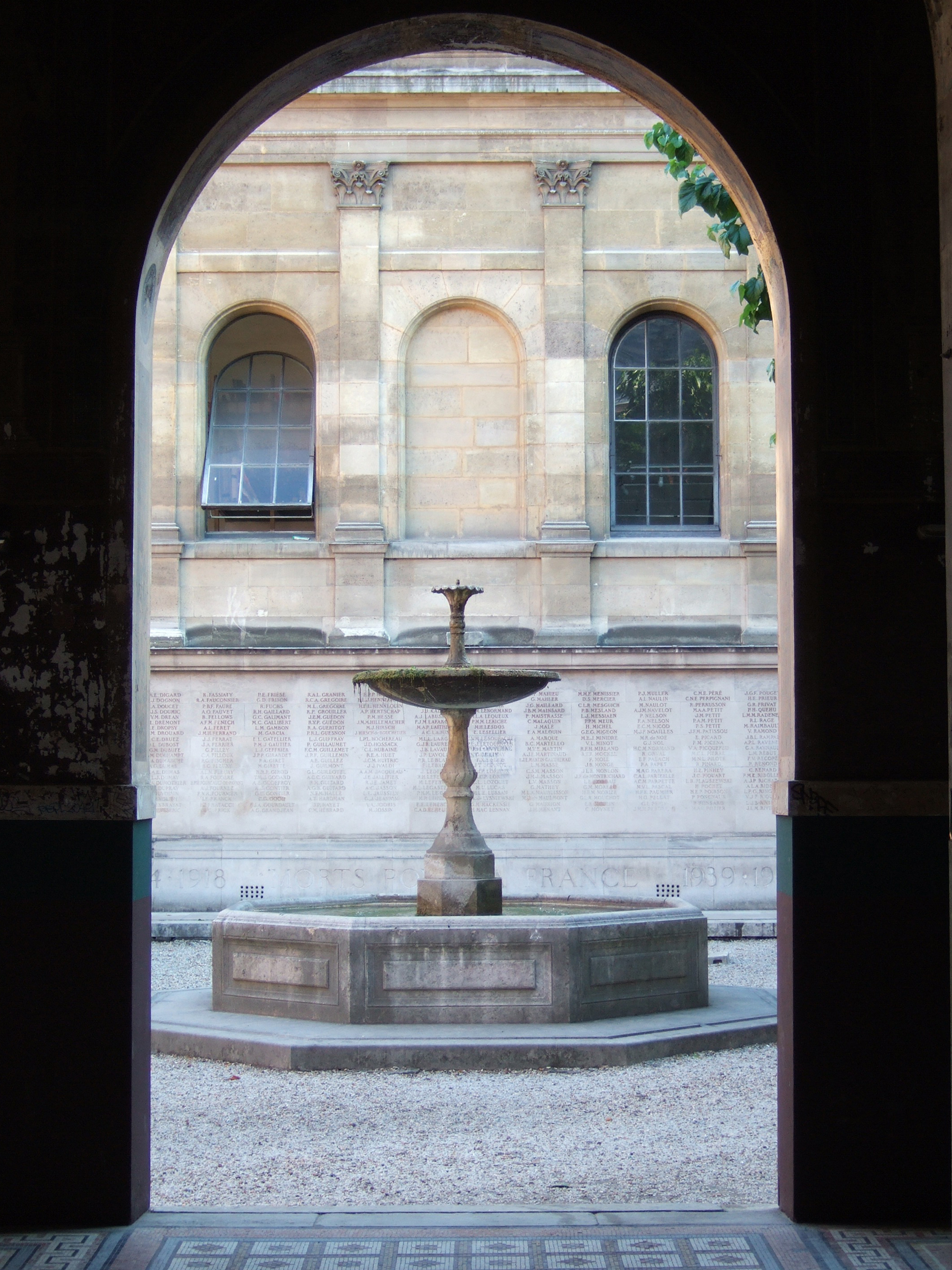
Cour du Mûrier, detail
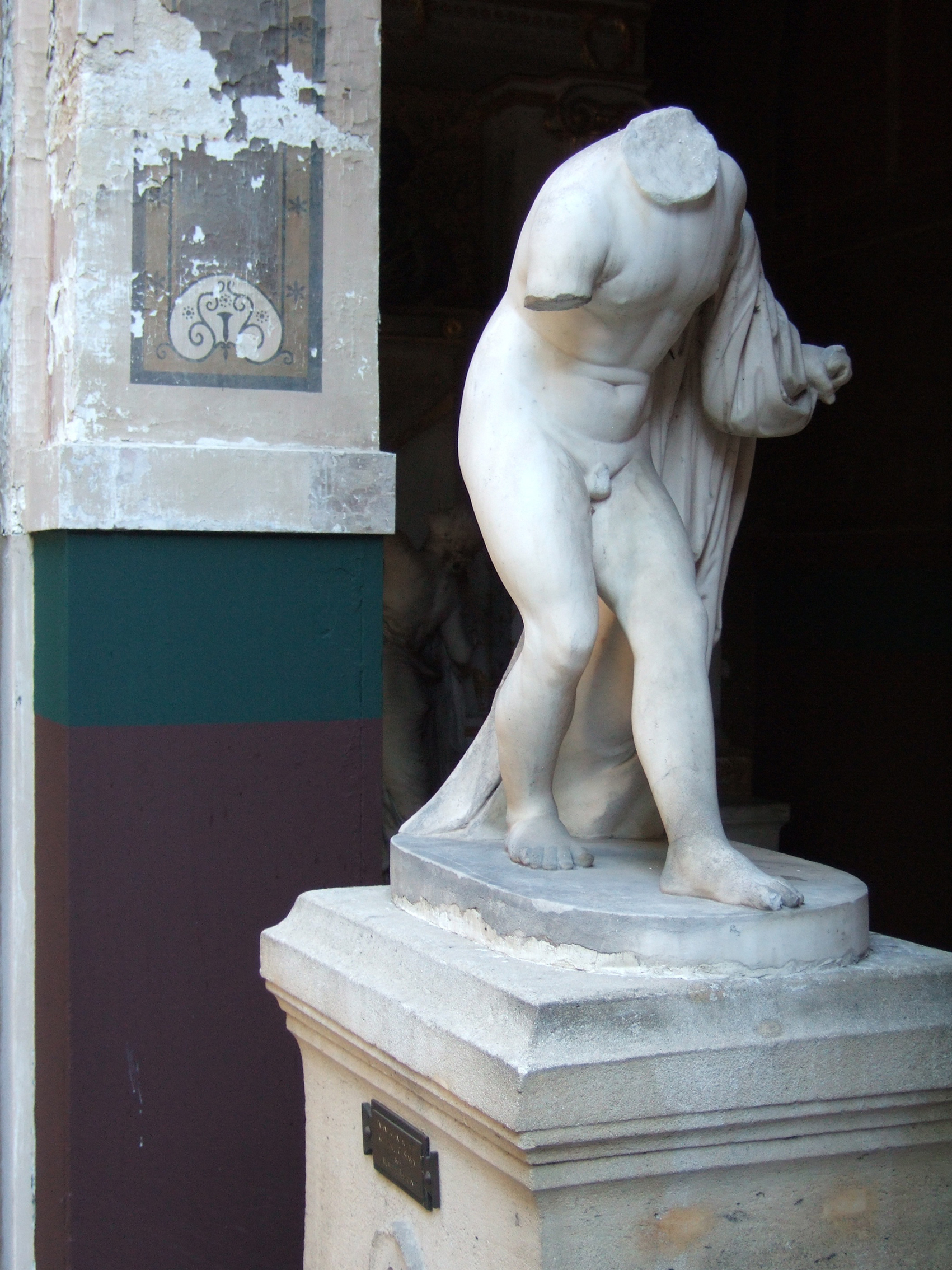
Cour du Mûrier, detail
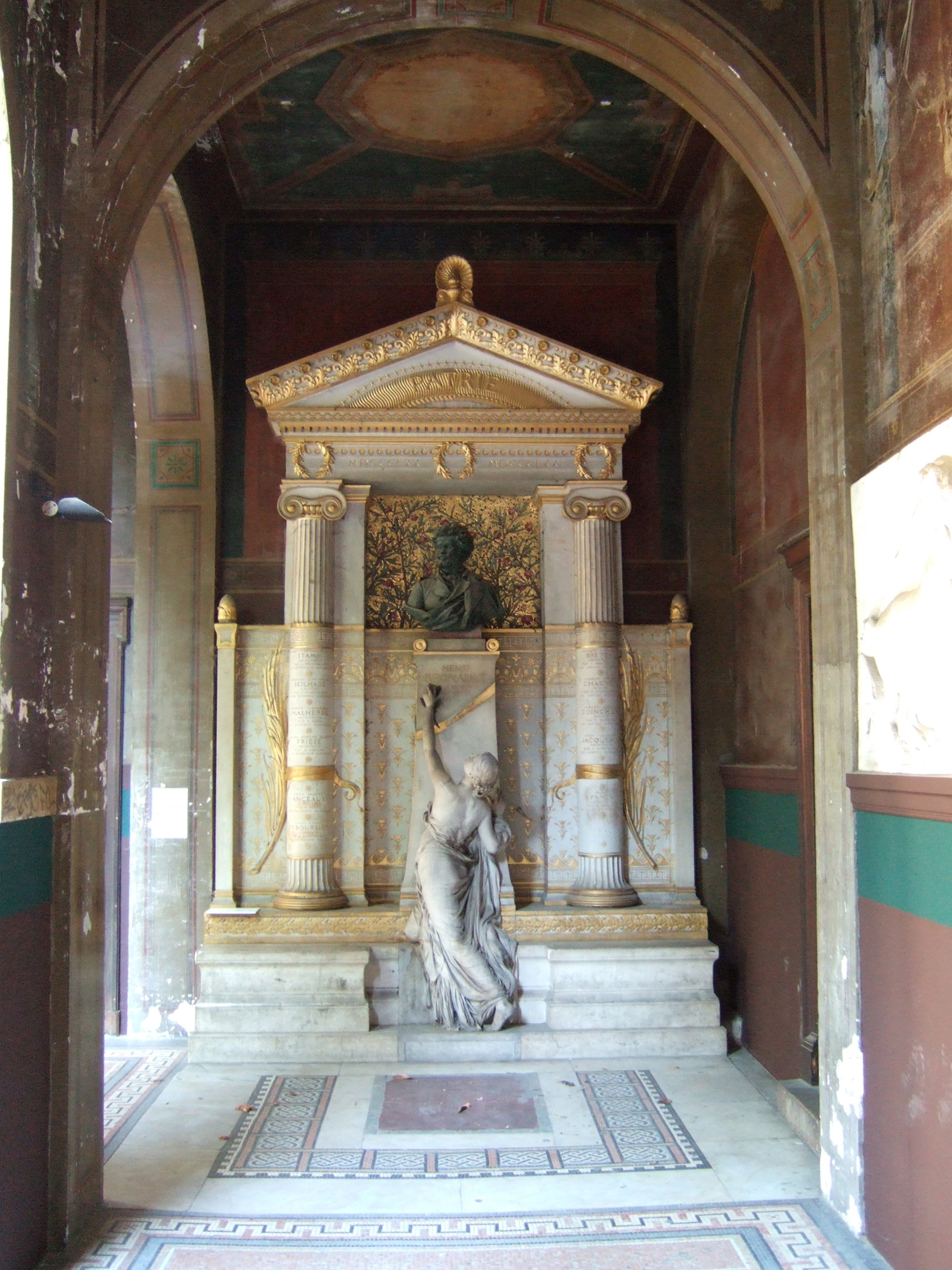
Cour du Mûrier, detail
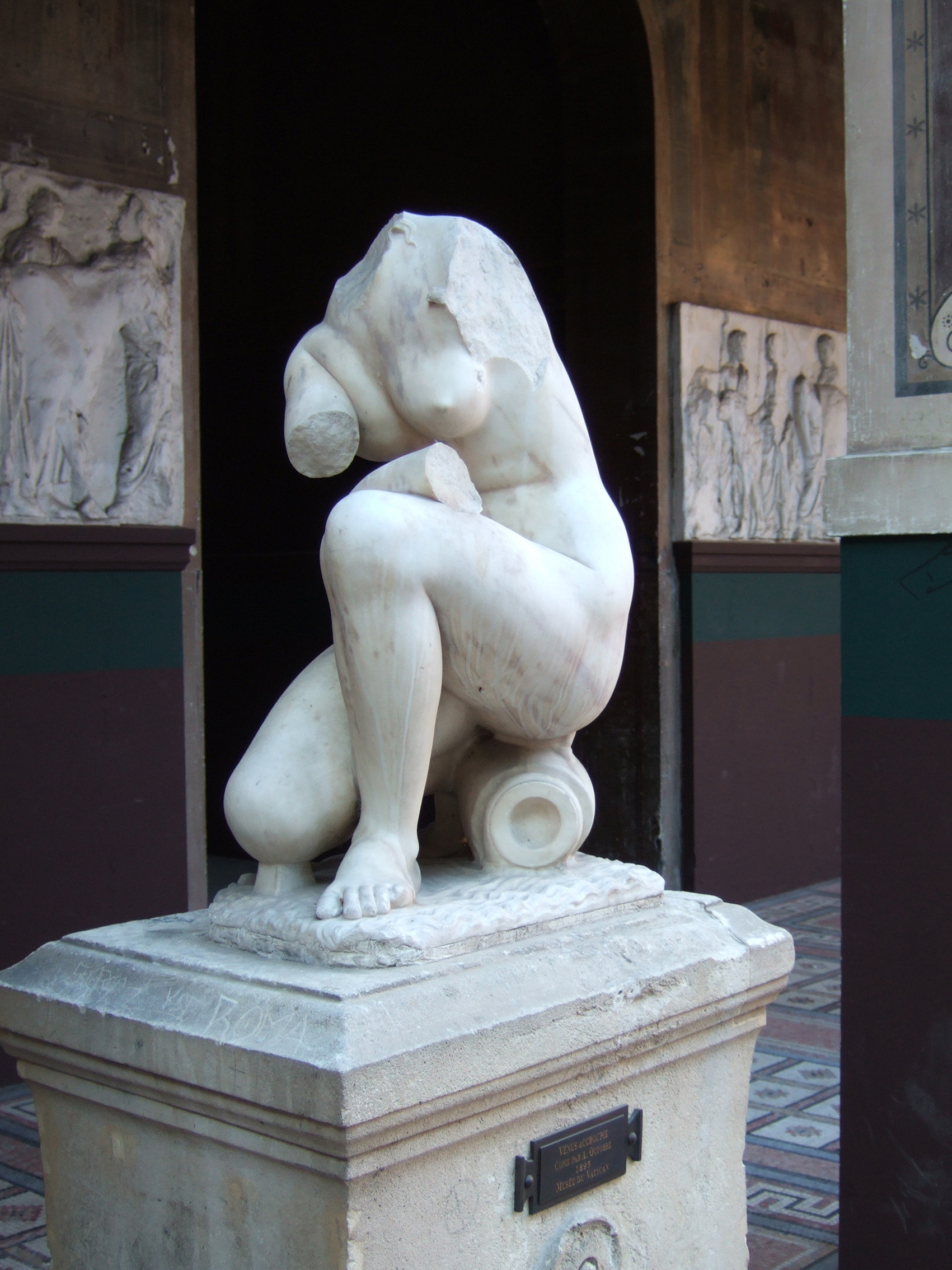
Cour du Mûrier, detail